# L'Espantataurons
L'Espantataurons (títol original: Shark Tale) és una pel·lícula d'animació estatunidenca dirigida per Éric Bergeron, Vicky Jenson i Rob Letterman per a DreamWorks SKG i estrenada l'any 2004. Ha estat doblada al català.

## Argument
Oscar, modest empleat al LavO'Balena, somnia amb la glòria. Per aconseguir-ho, aprofita un malentès: sent testimoni de la mort d'un tauró ferit mortalment per una àncora, es fa passar per a un valerós assassí d'esquals gràcies a l'amistat d'un tauró vegetarià: Lenny
Desgraciadament, els altres taurons, abatuts, volen venjar-se de l'assassí d'esquals, la qual cosa posarà Oscar en perill…

## Repartiment
(Veus originals)
- Will Smith: Oscar
- Jack Black: Lenny
- Robert De Niro: Don Lino
- Renée Zellweger: Angie
- Angelina Jolie: Lola
- Martin Scorsese: Sykes
- Doug E. Doug: Bernie
- Peter Falk: Don Brizzi
- Michael Imperioli: Frankie
- Vincent Pastore: Luca
- David Soren: Crazy Joe
- Katie Couric: Katie Current
- Ziggy Marley: Ernie

## Al voltant de la pel·lícula
- Quan Lenny aparenta lluitar per Oscar, destrueix un cartell del film Jaws. El film d'animació d'altra banda fa clarament referència al film de Steven Spielberg, ja que el seu tema principal, compost per John Williams, torna al començament; Frankie, el germà de Lenny, el cantusseja fins i tot dient que és l'himne de taurons.
- D'altres films molt coneguts són referència: sobretot El Padrí de Francis Ford Coppola, on els taurons representen la màfia local i tenen com a cap Don Lino (clara referència a Don Vito, interpretat per Robert De Niro a la segona part). …El tauró agafa d'altra banda els trets físics de l'actor. L'altre film és Titanic de James Cameron, on els taurons tenen com a senyal la part posterior del famós paquebot que descansa al fons del mar. Allà s'hi troba el quadre pintat per Leonardo DiCaprio que fa el paper de Jack a Titanic: "el cor de l'oceà".[cal citació]
- Els personatges del film tenen la mateixa aparença i els mateixos aires que els actors que posen les seves veus en versió original.
- El nom del cavallet de mar Seabiscuit fa referència a un gran cavall de cursa dels anys 1930
- Nominada a l'Oscar a la millor pel·lícula d'animació i al BAFTA a la millor pel·lícula infantil
- Crítica "Raonablement divertida, fins i tot si tenim en compte que, finalment, no és realment interessant."[2]